# Criptat

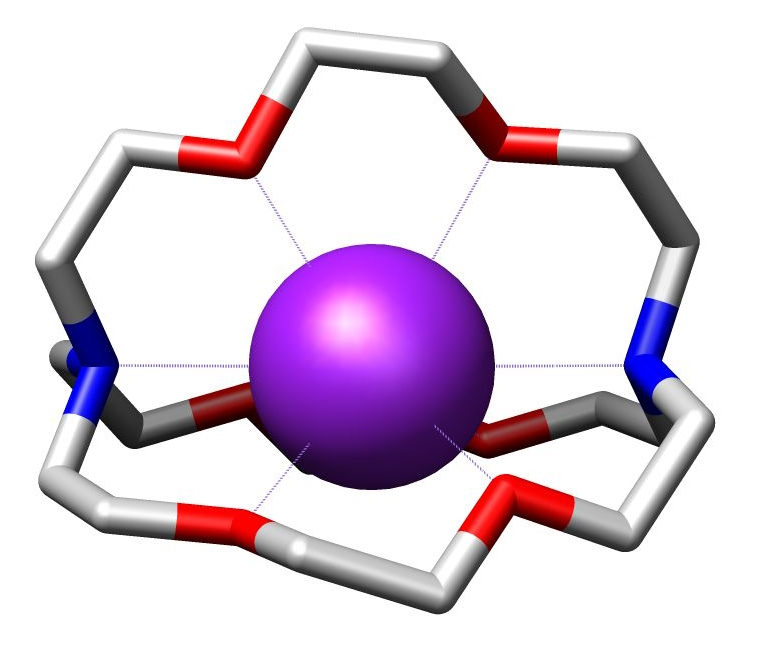
[2.2.2]Criptat de potassi. En vermell es representen els oxígens i en blau els nitrògens. A la resta de llocs de les cadenes hi ha carbonis. És un dels primers que fou sintetitzat per Lehn i col·laboradors el 1969.

Un criptat és un compost químic constituït per una espècie química (un catió, un anió una espècie neutra) situada dins la cavitat d'un criptand, una entitat molecular que comprèn un conjunt cíclic o policíclic de cadenes de carbonis amb tres o més heteroàtoms enllaçats per enllaç covalent que defineix una cavitat molecular.
Aquest nom prové del llatí crypta i que, a la vegada, prové del grec κρύπτη krýptē, que significa recobert, amagat, ocult, secret. Fou suggerit pel químic francès Jean-Marie Lehn (1939).

## Història
Els primers criptats foren sintetitzats el 1969 per Lehn i els seus col·laboradors a la Universitat d'Estrasburg, i per aquesta recerca aconseguí el Premi Nobel de Química el 1987. Lehn partí dels èters corona, descoberts el 1967 pel químic Charles J. Pedersen, i substituí dos àtoms d'oxigen situats en posicions oposades per dos àtoms de nitrogen. La trivalència dels nitrògens, enfront de la bivalència dels oxígens, permet la unió d'ambdós nitrògens mitjançant una nova cadena de carbonis de manera semblant a un pont. El compost resultant deixa una cavitat interior que permet acomodar-hi un catió metàl·lic de volum adequat, el qual queda coordinat amb les parelles d'electrons que no formen enllaç dels nitrògens i dels oxígens.